# Heavenly Forest
Pour plus de détails, voir Fiche technique et Distribution.
Heavenly Forest (ただ、君を愛してる, Tada, kimi o aishiteru) est un film japonais de Takehiko Shinjō sortie en 2006. C'est l'histoire de deux jeunes étudiants : Makoto Segawa et Shizuru Satonaka.

## Synopsis
Makoto est un japonais timide qui est très complexé par une cicatrice qu'il soigne avec une crème odorante. Il est en fait amoureux de Miyuki, une jeune étudiante dans la section français. 
Shizuru est une jeune fille qui ne veut pas grandir et c'est peu dire : toutes ses dents de lait ne sont pas tombées. 
Puis Makoto et Shizuru vont apprendre à se connaître et suivit d'une dispute avec son père, elle vient habiter avec Segawa. Puis un jour, elle disparaît mystérieusement...

## Fiche technique
- Titre : Heavenly Forest
- Titre original : ただ、君を愛してる (Tada, kimi o aishiteru)
- Réalisateur : Takehiko Shinjō
- Scénariste : Kenji Bando d'après le roman Renai shashin: mouhitotsu no monogatari de Takuji Ichikawa
- Photographie : Mitsuru Komiyama
- Montage : Yoshifumi Fukazawa
- Production : Hiroaki Miki et Toshiya Nomura
- Société de production : Avex Entertainment, IMJ Entertainment, Shōgakukan, Sky Perfect Well Think, Studio Swan et Toei Company
- Pays :  Japon
- Genre : Drame et romance
- Durée : 116 minutes
- Dates de sortie : 
  -  Japon : 28 octobre 2006 (Tokyo)

## Distribution
- Aoi Miyazaki : Shizuru Satonaka[1]
- Hiroshi Tamaki : Makoto Segawa
- Munetaka Aoki (en) : Ryo Shirohama
- Meisa Kuroki : Miyuki Toyama
- Misa Uehara : Saki Inoue